# Condado de Pawnee (Nebraska)
El condado de Pawnee (en inglés: Pawnee County), fundado en 1854 y con su nombre en honor a la tribu pawnee, es un condado del estado estadounidense de Nebraska. En el año 2000 tenía una población de 3.087 habitantes con una densidad de población de 3 personas por km². La sede del condado es Pawnee City.

## Geografía
Según la oficina del censo el condado tiene una superficie total de 1121 km² (432,8 mi²), de los que 1119 km² (432 mi²) son tierra y 3 km² (1,2 mi²) (0,32%) son agua.

## Condados adyacentes
- Condado de Richardson - este
- Condado de Nemaha - sureste
- Condado de Marshall - suroeste
- Condado de Gage - oeste
- Condado de Johnson - norte
- Condado de Nemaha - noreste

## Demografía
Según el censo del 2000 la renta per cápita media de los habitantes del condado era de 29.000 dólares y el ingreso medio de una familia era de 36.326 dólares. En el año 2000 los hombres tenían unos ingresos anuales 24.770 dólares frente a los 17.976 dólares que percibían las mujeres. El ingreso por habitante era de 16.687 dólares y alrededor de un 11.00% de la población estaba bajo el umbral de pobreza nacional.

## Ciudades y pueblos
- Burchard
- Du Bois
- Lewiston
- Pawnee City
- Steinauer
- Table Rock